# Бобруйская обувная фабрика
Бобруйская обувная фабрика (бел. Бабруйская абутковая фабрыка) — белорусское предприятие лёгкой промышленности, расположенное в городе Бобруйске Могилёвской области. Прекратила производственную деятельность в 2009 году, занимается сдачей в аренду и продажей недвижимости заводских корпусов, расположенных возле центра города.

## История
В 1944 году в Бобруйске была основана обувная мастерская индивидуального пошива, входившая в «Белкожобувтрест». В 1950 году мастерская преобразована в обувную фабрику ручного (по другой информации — индивидуального) пошива. В 1953 года переименована в обувную фабрику и вошла в трест «Белглавкожобувпром», в 1957 году — в Белорусский обувной трест, в 1965 году — в Белорусское промышленное кожевенно-обувное объединение Министерства лёгкой промышленности БССР. В 1991 году фабрика преобразована в арендное предприятие, в 1992 году вошла в концерн «Беллегпром». В 1994 году преобразована в открытое акционерное общество. По состоянию на 2005 год выпускала мужскую, женскую, детскую и рабочую обувь из кожи, текстильных материалов и с натуральным верхом.
В 2009 году фабрика остановила работу, большая часть недвижимости и оборудования была распродана. В 2015—2016 годах фабрика возобновляла производству обуви, но за два года было произведено 99 пар обуви. В 2009 году фабрика продала два этажа здания производственного корпуса, в 2010—2017 годах были проданы склад готовой продукции, швейный участок, складские помещения, участок литья, ряд хозяйственных помещений. В 2019 году государство выставило на продажу 24,86% акций компании. К этому времени фабрика по-прежнему не функционировала как производственное предприятие, сдавая помещения в аренду и распродавая складские запасы обуви. В 2020 году в помещениях фабрики располагались магазины, офисы, предприятия сферы обслуживания.
В 2018 году 87% выручки компания получила от сдачи в аренду помещений, 10% — от услуг транспортной проходной и охраны объектов, чистый убыток за 2018 год составил 15 тыс. руб. В ОАО «Бобруйская обувная фабрика» в 2018 году работало 7 человек.